# Jan Falandys
Jan Falandys (* 18. června 1956 Sokołów Małopolski, Polsko) je bývalý polský zápasník, volnostylař. V roce 1980 na olympijských hrách v Moskvě obsadil v kategorii do 48 kg čtvrté místo. V roce 1979 a 1983 vybojoval bronz na mistrovství světa. V roce 1979 vybojoval stříbro, v roce 1983 bronz na mistrovství Evropy. Desetkrát vybojoval národní titul.